# Helotiaceae
Helotiaceae es una familia de hongos en el orden Helotiales. Esta familia posee una amplia distribución, y es propia de zonas tropicales. Hay 117 géneros y 826 especies en la familia.

## Géneros
Un signo de pregunta a continuación del género significa que según el 2007 Outline of Ascomycota, la ubicación de este género en la familia es incierta.

## A
Allophylaria —
Ameghiniella —
Aquadiscula —
Ascocalyx —
Ascoclavulina —
Ascocoryne —
Ascotremella —
Austrocenangium

## B
Banksiamyces? —
Belonioscyphella —
Bioscypha —
Bisporella —
Bryoscyphus —
Bulgariella —
Bulgariopsis

## C
Calloriopsis? —
Calycellinopsis —
Capillipes —
Carneopezizella —
Cenangiopsis —
Cenangium —
Cenangiumella —
Chlorociboria —
Chloroscypha —
Claussenomyces —
Cordierites —
Crocicreas —
Crumenella —
Crumenulopsis —
Cudoniella

## D
Dencoeliopsis —
Dictyonia —
Discinella

## E
Encoeliopsis —
Episclerotium —
Erikssonopsis

## G
Gelatinodiscus —
Gelatinopsis? —
Gloeopeziza —
Godronia —
Godroniopsis —
Gorgoniceps —
Grahamiella —
Gremmeniella —
Grimmicola —
Grovesia —
Grovesiella

## H
Heterosphaeria —
Holmiodiscus —
Hymenoscyphus

## J
Jacobsonia

## M
Metapezizella —
Micraspis —
Micropodia? —
Mniaecia —
Mollisinopsis —
Mytilodiscus

## N
Neobulgaria —
Neocudoniella —
Nipterella

## O
Ombrophila

## P
Pachydisca? —
Parencoelia —
Parorbiliopsis —
Patinellaria —
Pestalopezia —
Phaeangellina —
Phaeofabraea —
Phaeohelotium —
Physmatomyces? —
Pocillum —
Poculopsis —
Polydiscidium —
Pragmopora —
Pseudohelotium —
Pseudopezicula

## R
Rhizocalyx

## S
Sageria —
Septopezizella —
Skyathea —
Stamnaria —
Strossmayeria —
Symphyosirinia

## T
Tatraea —
Thindiomyces —
Tympanis

## U-X
Unguiculariopsis —
Velutarina —
Weinmannioscyphus —
Xeromedulla —
Xylogramma